# Klanica (miasto Valjevo)
Klanica (cyr. Кланица) – wieś w Serbii, w okręgu kolubarskim, w mieście Valjevo. W 2011 roku liczyła 527 mieszkańców.